# آدام مورگان
آدام مورگان (انگلیسی: Adam Morgan؛ زادهٔ ۲۱ آوریل ۱۹۹۴) بازیکن فوتبال اهل بریتانیا است.
از باشگاه‌هایی که در آن بازی کرده‌است می‌توان به باشگاه فوتبال یئوویل تاون، باشگاه فوتبال آکرینگتون استنلی، باشگاه فوتبال لیورپول، باشگاه فوتبال روترهام یونایتد، باشگاه فوتبال یئوویل تاون، باشگاه فوتبال همل همپستید تاون، باشگاه فوتبال کولوین بای، و تیم ملی فوتبال زیر ۱۷ سال انگلستان اشاره کرد.
وی همچنین در تیم ملی فوتبال زیر ۱۹ سال انگلستان بازی کرده‌است.